# Рускофиль-Кале
Рускофиль-Кале (также Рускофулей, Ускруфиль-Кале) — руины укрепления XIII—XIV века (укреплённого монастыря или феодального поместья-замка с прилегающими к нему монастырём), находящиеся на мысе Мартьян, на Южном берегу Крыма на землях Никитского ботанического сада в пределах заповедника «Мыс Мартьян»4 Большой Ялты. Приказом Министерства культуры и туризма Украины № 957/0/16-10 от 25 октября 2010 года (охранный № 483-АР) «укрепление на мысе Мартьян Рускофиль-Кале» XII—XV века объявлено историческим памятником регионального значения. Археологические раскопки не производились, учитывая, что их проведение затруднено строгим охранным статусом заповедника и ботанического сада.

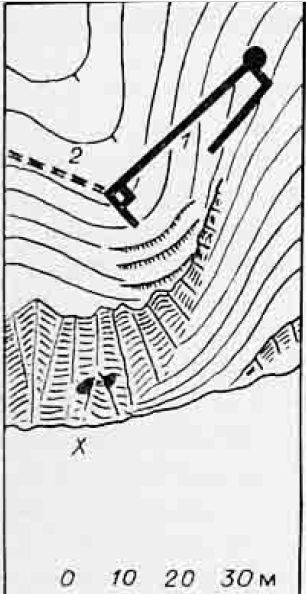
План укрепления из работы А. Л. Бертье-Делагарда

## Описание
Укрепление располагалось на оконечности мыса Мартьян над морем с обрывистым южным, восточным и западным склонами; с доступной северной стороны в XIII—XIV веке была возведена крепостная стена (двухпанцирная, толщиной 0,9—1,2 м, сохранилась на высоту 1—1,3 м) из бута на известковом растворе длиной 32 м. А. Л. Бертье-Делагард ещё застал на восточном фланге круглую башню (не сохранилась), на западном, на самой высокой точке, башня была прямоугольная, размерами 3,5×6 м — предполагается, что она башня выполняла функцию крепостной часовни. Площадь укрепления около 450 м², размеры основной площадки — 17 на 30 м, вход, видимо, находился с северо-западной стороны. Существует мнение, что укреплённая часть являлась, своего рода, цитаделью, или собственно монастырём, а ниже по склону располагалось поселение, которое М. А. Сосногорова считала вероятной древней Сикитой. Предполагают, что укрепление существовало с древности и было реконструировано или восстановлено в XIII веке. Предполагается, что жизнедеятельность монастыря прекратилась после завоевания Крыма османскими войсками в 1475 года, при этом следов пожара не обнаружено, В.Л. Мыц относит верхние хронологические рамки укрепления к XIV веку.
Основание этого, как и многих других укреплений в XIII веке, историки связывают с татаро-монгольскими вторжениями в Крым (начиная с 1223 года), сельджукской экспансией и переходом горного Крыма в зону влияния Трапезундской империи. В XIV—XV веке замок, возможно, входил в капитанство Готия генуэзских владений.

## История изучения
Первое сообщение о существовании развалин на холме оставил Пётр Кеппен в книге «О древностях южнаго берега Крыма и гор Таврических» 1837 года. Учёный дал достаточно подробную характеристику объекта, сделал зарисовки и съёмки местности, он же отметил, что «татары дают этому месту название Рускофили или Ускруфиль-Кале», установил хронологические границы существования VI—XV веком. Кратко упоминал Рускофиль-Кале Дюбуа де Монпере, детальное топографическое исследование осуществил А. Л. Бертье-Делагард. В контексте комплексных авторских исследований кратко упоминали (1848 г.), А. И. Маркевич (1914 г.), Н. И. Репников, Н. Л. Эрнст, который в книге «Социалистическая реконструкция Южного берега Крыма» 1935 года упоминал памятник, как возможный туристический объект, О. И. Домбровский в статье «Средневековые поселения и „Исары“ Крымского Южнобережья» просто упоминает укрепление в паре с крепостью Палеокастрон. Наиболее полное описание памятника оставил Л. В. Фирсов в вышедшей посмертно книге «Исары — Очерки истории средневековых крепостей Южного берега Крыма».